# Casey Kisses
Casey Kisses (Hollywood, 23 settembre 1989) è un'attrice pornografica statunitense.

## Biografia
Dopo aver perso il lavoro a causa di un incidente d'auto, ha iniziato la carriera come camgirl su Chaturbate, con il soprannome di Casey Haze e solo nel 2016 a 27 anni ha girato la sua prima scena con Korra del Rio per la casa di produzione Two Girl. Nel 2021 ha ricevuto il premio come attrice transessuale dell'anno dagli XBIZ Awards e l'anno successivo ha bissato il successo, ottenendo per la stessa categoria anche un AVN Awards.
Al 2022 ha girato oltre 280 scene con le più grandi case di produzione quali Trans Angel, Pure Taboo, Evil Angel e altre.

## Riconoscimenti
- AVN Awards
  - 2021 – Favorite Trans Cam Star (Fan Award)[6]
  - 2022 – Trans Performer of the Year[7]
  - 2022 – Best Screenplay per Casey: A True Story[7]
  - 2022 – Best Thespian – Trans/X per Casey: A True Story[7]
  - 2022 – Favorite Trans Cam Star (Fan Award)
  - 2023 – Favorite Trans Cam Star (Fan Award)[8]
  - 2023 - Favorite Camming Couple con Kylie LeBeau (Fan Award)[9]
- XBIZ Awards
  - 2021 – Trans Performer Of The Year[10]
  - 2022 – Trans Performer Of The Year[11]
  - 2022 – Best Sex Scene - Trans per TS Loves Stories 6 con McKenzie Lee[12]
- XRCO Award
  - 2022 – Trans Performer of the Year[13]
- Transgender Erotica Awards
  - 2017 – Shemale Strokers Performer of the Year[14]
  - 2018 – Cam Performer of the Year con Korra Del Rio[15]
  - 2019 - Best Solo Performer[16]
  - 2020 - Best Solo Performer[17]
  - 2020 - Cam Performer of the Year[17]
  - 2021 - Kinkiest T-Girl Domme[18]
  - 2021 - Cam Performer of the Year[18]
  - 2021 - Chaturbate Broadcaster of the Year[18]
  - 2025 - Cam Performer of the Year[19]